# Wei Changhui
 (octobre 2015).
Si vous disposez d'ouvrages ou d'articles de référence ou si vous connaissez des sites web de qualité traitant du thème abordé ici, merci de compléter l'article en donnant les références utiles à sa vérifiabilité et en les liant à la section « Notes et références ».
Wei Changhui (韋昌輝) (?–1856) est un des chefs de la Révolte des Taiping, qui ébranla la dynastie Qing en Chine au milieu du XIXe siècle. Il est également connu sous son titre de « Roi du Nord ».

## Biographie
C'était un ancien marchand de la ville de Jiantin dans le Guangxi, qui reçut le titre de « Roi du Nord » (北王) du « Royaume Céleste de la Grande Paix » fondé par Hong Xiuquan, qui fut l'âme de la Révolte des Taiping à ses débuts.
Il assassina Yang Xiuqing, le « Roi de l'Est », et des milliers de ses partisans, en 1856, pour répondre au souhait de Hong Xiuquan face aux intrigues menées par Yang Xiuqing.
Mais il fut lui-même assassiné la même année par des partisans de Hong Xiuquan, qui était soucieux d'apaiser Shi Dakai, le « Roi des Côtés », dont la femme et les enfants avaient été tuées lors des massacres. 
Cette série d'assassinats, connue sous le nom de massacre de Tianjing, marque l'instauration de la méfiance entre les chefs Taiping, et la désagrégation du mouvement Taiping.